# كابا سامورا
كابا سامورا (بالإنجليزية: Kabba Samura) (26 أكتوبر 1981 بفريتاون في سيراليون - ) هو لاعب كرة قدم سيراليوني في مركز الهجوم. شارك مع منتخب سيراليون لكرة القدم. أما مع النوادي، فقد لعب مع نادي آسيريسكا ونادي أوليسوند ونادي غوتبورغ ونادي هلسنكي ونادي هوانغ آنه جيا لاي وMughan FK ‏ وMighty Blackpool F.C. ‏ وIFK Ölme ‏ وBodens BK ‏ وأوفي كريت.

## روابط خارجية
- كابا سامورا على موقع قاعدة بيانات كرة القدم.إي يو (الإنجليزية)
- كابا سامورا على موقع ناشيونال فوتبول تيمز (الإنجليزية)
- كابا سامورا على موقع عالم كرة القدم.نت (الإنجليزية)